# Уймуж (приток Малой Амзи)
Уймуж — река в России, протекает в Осинском и Бардымском районах Пермского края. Устье реки находится в 20 км по левому берегу реки Малая Амзя. Длина реки составляет 23 км.
Исток находится в Осинском районе, на западе Тулвинской возвышенности, в 3 км к северу от деревни Кашкара. Течёт на юго-восток, протекает деревни Кашкара и Ольховка, после чего перетекает в Бардымский район, где протекает через село Уймуж. Ниже села впадает в Малую Амзю.

## Данные водного реестра
По данным государственного водного реестра России относится к Камскому бассейновому округу, водохозяйственный участок реки — Кама от Камского гидроузла до Воткинского гидроузла, речной подбассейн реки — бассейны притоков Камы до впадения Белой. Речной бассейн реки — Кама.
По данным геоинформационной системы водохозяйственного районирования территории РФ, подготовленной Федеральным агентством водных ресурсов:
- Код водного объекта в государственном водном реестре — 10010101012111100015025
- Код по гидрологической изученности (ГИ) — 111101502
- Код бассейна — 10.01.01.010
- Номер тома по ГИ — 11
- Выпуск по ГИ — 1